# Mozzano
Mozzano (Mëzzà in dialetto ascolano) è una frazione di 1 131 abitanti del comune di Ascoli Piceno.
Il paese ebbe sede di municipalità fino all'anno 1866 quando fu aggregato al comune di Ascoli Piceno a seguito dell'emanazione del Regio decreto n. 3413 del 14 dicembre 1866.

## Geografia fisica
Il centro abitato sorge a pochi chilometri da Ascoli, lungo il tracciato dell'antica strada consolare Salaria, è attraversato dal fiume Tronto che qui accoglie la confluenza del torrente Fluvione. Il paese appartiene alla Comunità Montana del Tronto.

## Origini del nome

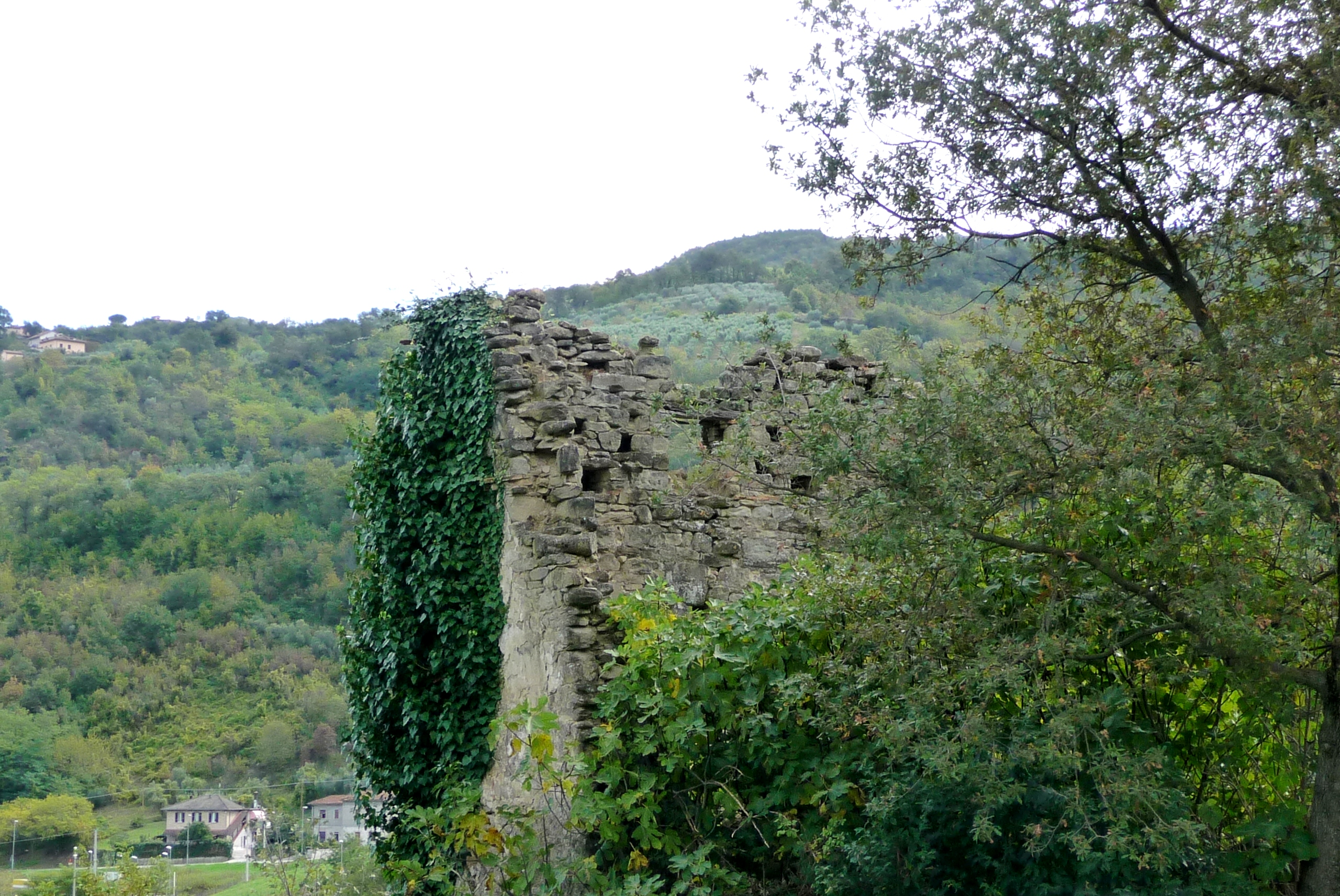
Ruderi del Castello di Mozzano o Rocca di Tronzano

L'etimologia del nome del paese è attribuita, da Giuseppe Marinelli, alla possibile derivazione dal nome latino Mutius o Mucius da cui Mutianum che vuol significare di Muzio o appartenente alla gens Mucia che fu proprietaria del luogo. Il centro, nel corso della storia, è stato citato anche come Castello di Mozzano e Castel Muziano.

## Storia
La storia di questo paese trae inizio dalla costruzione di un castello, che i romani edificarono lungo la sponda sinistra del fiume Tronto. Dal periodo della fondazione dell'insediamento fortificato fino all'anno 1000 non si hanno notizie certe e documentate sulle vicissitudini che ebbero luogo in questo borgo. Le tracce di vicende note e confortate da fonti incominciano dal secolo XI. In età feudale, nell'anno 1010, Lupo di Rinaldo Cataldi divise la proprietà del castello in due metà, una di queste la cedette al figlio Cataldo, che assunse anche il titolo di dinasta e divenne Signore di Mozzano; dell'altra metà, mediante un contratto di donazione, ne trasferì la proprietà ad Emmone, primo vescovo-conte della città di Ascoli Piceno. Questo atto di cessione costituì una delle prime testimonianze dell'inurbamento dei dinasti che, dopo aver custodito la propria signoria rurale, si assoggettavano come vassalli ai principi più potenti, per la tutela dei loro beni. Così Mozzano si trasformava in un punto avanzato delle senaite civitatis ad ovest della città ascolana. Si ricordano alcuni discendenti della dinastia mozzanese dei Cataldi, quali: l'arcidiacono della cattedrale di Ascoli, anch'egli chiamato col nome di Cataldo, che succedette al vescovo Rinaldo I e che resse la chiesa ascolana per due anni; il canonico del duomo Giovanni e il capitano delle truppe ascolane Marcellino. Furono Signori di Mozzano e valenti cavalieri Gentile, Migliore e Rinaldo. Onulfo dei Cataldi alienò la sua metà del castello al vescovo Rinaldo IV, ma resta ignoto l'anno preciso in cui Ascoli l'assoggettò al suo dominio. A Castel Mutianum, il giorno 8 agosto 1426, furono sottoscritti i patti con i quali il Consiglio Generale della Città di Ascoli riconosceva la sovranità di Pietro Colonna, Rettore della Marca, sottomettendosi alla Stato Pontificio. Per questa circostanza il castello e il suo contado beneficiarono per cinque anni dell'esenzione di alcuni censi, dazi e gabelle. Seguirono anche periodi di floridezza economica e Mozzano godette dell'autonomia comunale con l'approvazione di un suo Statuto da parte del governo ascolano avvenuta il 21 giugno 1552. Nel palazzo municipale, il 5 febbraio 1799, il brigante Giuseppe Costantini, detto Sciabolone, avallò il trattato di pace (Pace di Mozzano) concluso tra il generale francese Jean D'Argoubet, Giovan Battista Ciucci, capitano degli insorti, e da altri ventuno capitani delle truppe dei montanari. Il Regio Decreto del 14 dicembre 1866 N. 3413 lo soppresse come sede municipale aggregandolo a quella di Ascoli.

## Monumenti e luoghi d'interesse

### La Fortezza
Sull'altura tufacea a nord-est del paese di Mozzano vi sono, ancora oggi, i resti di un'antica costruzione fortificata individuata con diverse denominazioni, quali: Forte di Mozzano, Castello di Mozzano e Castello di Tronzano. Il fortilizio si trova tra la contrada Castello, l'agglomerato medievale più antico di Mozzano, e il piccolo centro di Tronzano. Nel tratto delle mura ancora visibili si distinguono feritoie ogivali aperte verso la Salaria.

### Officina del sale

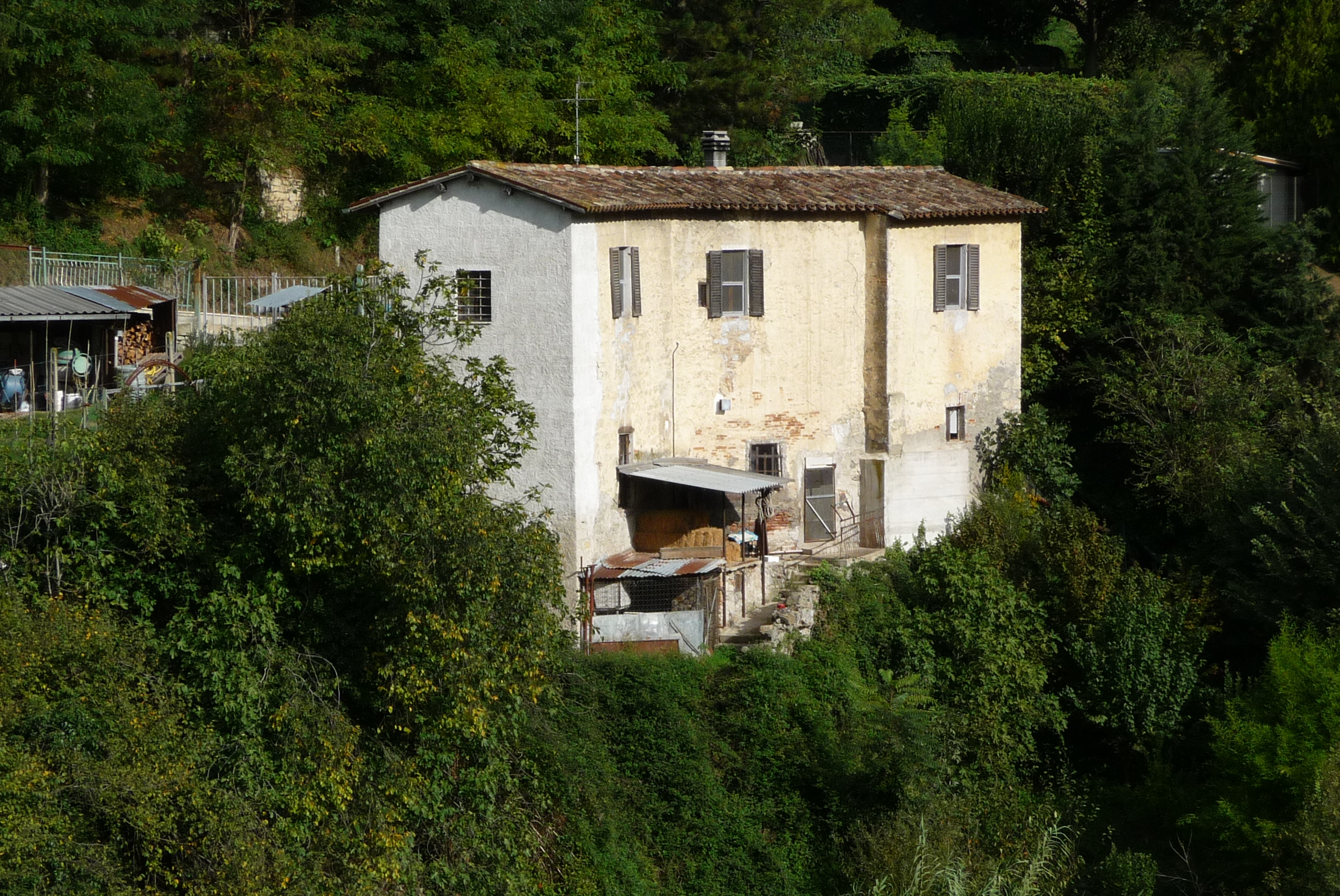
L'Officina del sale di Mozzano

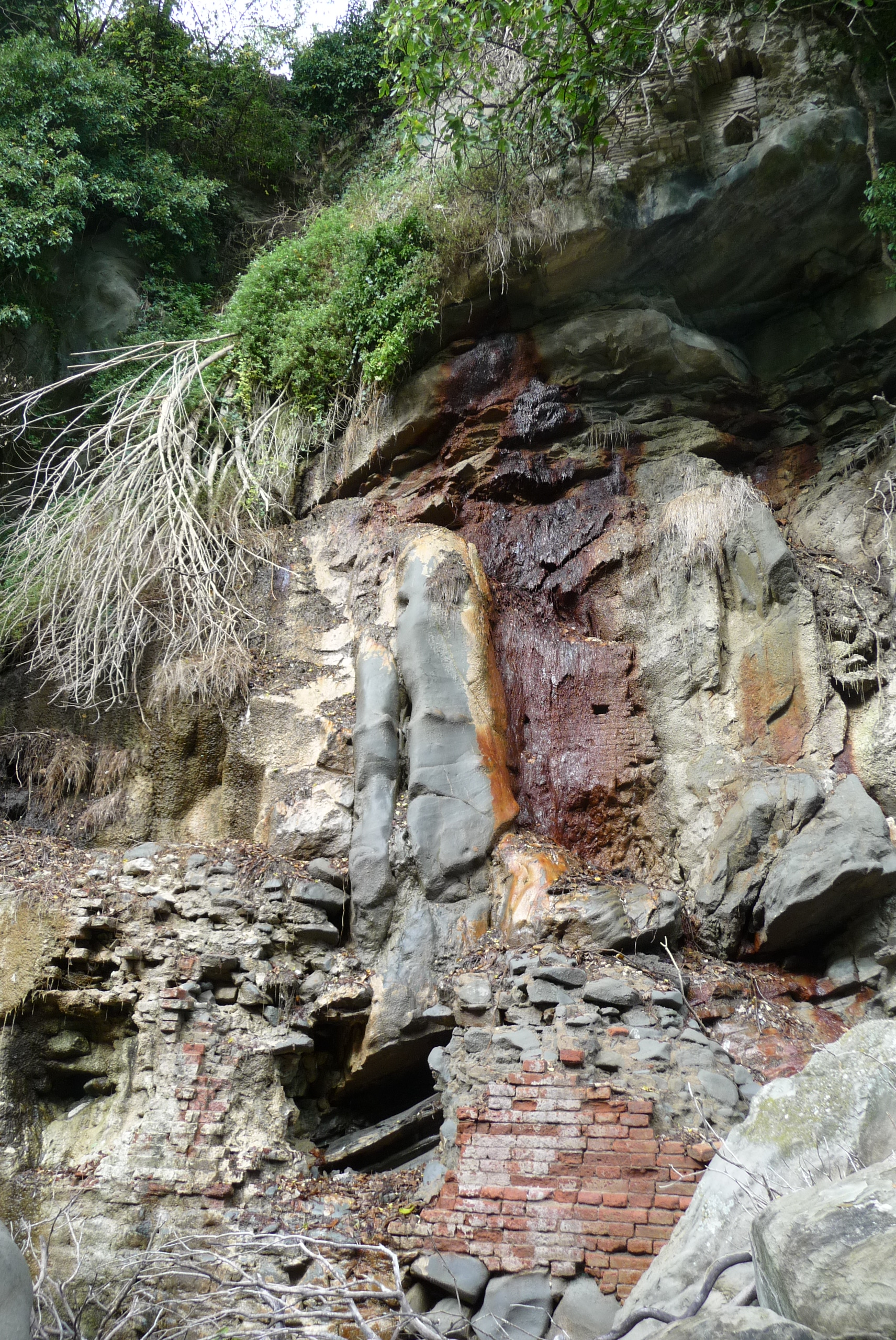
L'antica sorgente salina di Mozzano

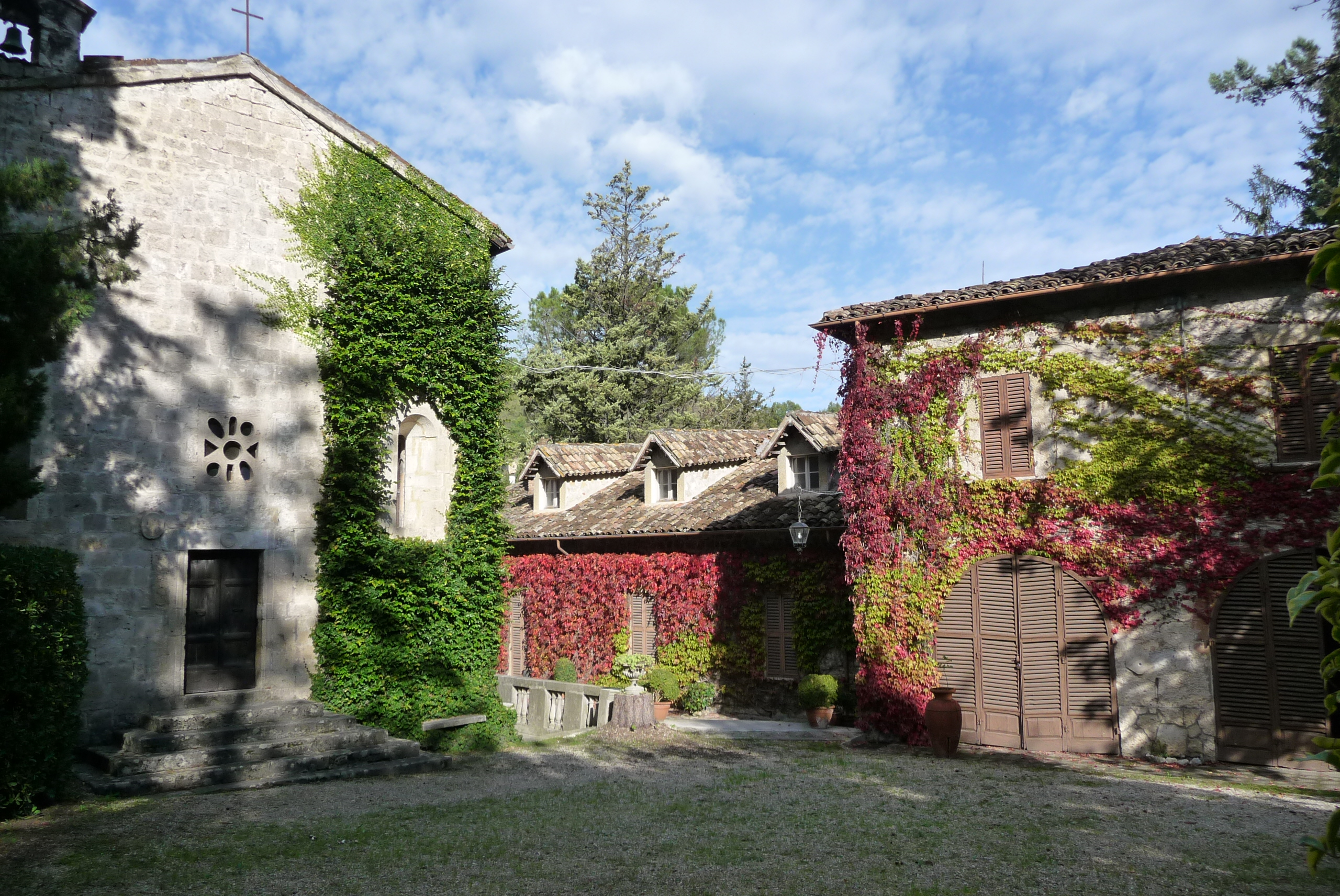
Villa Di Re a Mozzano

L'Officina o Fabbrica del sale è una vecchia costruzione, voluta e istituita dalla Reverenda Camera Apostolica, che ha avuto lo scopo di accogliere la produzione del sale. Nel fabbricato, dall'intonaco esterno di colore rosa pallido, dall'acqua della sorgente salmastra, mediante il processo di evaporazione, si otteneva la salucha (o saluca). L'edificio, oggi di proprietà privata, si trova a circa 100 m a nord-est della fonte salina, sulla sponda sinistra del fiume Tronto, e sviluppa le sue strutture su due piani. L'attuale fabbricato è stato ricostruito nel XIX secolo sul precedente, di epoca anteriore, a seguito dei danni subiti durante lo scontro tra le truppe francesi e gli insorgenti ascolani avvenuto nel periodo del brigantaggio antiunitario. Nello scantinato vi è ancora un'uscita secondaria che conduce al sentiero che raggiungeva la sorgente.

### La sorgente salina
A Mozzano è ancora presente l'antica sorgente di acqua salata da cui, nei tempi passati, era estratto il sale. La scaturigine salsoiodica, di colore rossastro, affiora da una spaccatura lungo l'argine sinistro del Tronto, nel tratto che si snoda al di sotto del ponte settecentesco che collega le sponde del fiume. Il luogo da cui emerge la vena salmastra è stato circoscritto da un modesto muretto di mattoni che, nella zona centrale della base, ha un'apertura piuttosto irregolare da cui era ed è possibile attingere l'acqua. Una volta trasportata presso la fabbrica del sale si sottoponeva ad ebollizione e mediante il processo di evaporazione si otteneva la salucha, ossia il sale da cucina.
La sorgente era probabilmente conosciuta anche in epoca romana, Baccius narra dell'«acquis salsis in agro Asculano ad Motianum Pagum». Nei diversi periodi storici, ha costituito una fonte di reddito sia per gli abitanti del borgo e sia, successivamente, per la Camera Apostolica e il Comune. Nel tempo è stata menzionata da molti autori locali tra i quali Francesco Maria Vannozzi che racconta come dalle «acque salse» di Mozzano si otteneva un «candidissimo sale» e, in seguito, l'Andreantonelli descrive la salucha come un prodotto «nive candidiorem»  «più bianco della neve» . L'abate ascolano Giuseppe Colucci riferisce che lo sfruttamento della sorgente iniziò con il libero utilizzo da parte dei residenti, i quali se ne servivano sia per uso famigliare e sia come merce di scambio.
Nell'anno 1000 l'acqua era oggetto di godimento e di proprietà della Camera Apostolica e quindi dei vescovi-conti, tra cui Emmone. Nel 1044, il vescovo Berardo II ottenne conferma da papa Leone IX che tra i privilegi della contea ascolana vi fosse anche quello su questa salina. Lo stesso papa la menzionava nel 1052 in una bolla conservata presso l'Archivio capitolare di Ascoli.
La salucha era largamente utilizzata dai mozzanesi nella vicina Ascoli come bene economico, molto apprezzato, e idoneo alla permuta con altre merci. Nella città questo tipo di baratto ledeva gli interessi delle casse comunali. Il Consiglio degli Anziani si mosse a difesa dei conti patrimoniali cittadini e introdusse negli Statuti Ascolani, del 1377, l'ordinanza «del modo di vendere la salucha et de chi cagnasse la salucha con lo biado». La disposizione determinava l'impedimento ai mozzanesi di vendere o scambiare salucha, anche per il biado, se non con l'utilizzo quantificato dalle misure di legno (mappi e scodelle) all'epoca correntemente in uso. Per i contravvenenti era prevista la sanzione di venti soldi da versare alle casse comunali. Sebbene fosse stata redatta la regolamentazione sulla vendita del sale e la fonte fosse sottoposta alla gestione della Camera Apostolica che, detenendone il monopolio, vi istituì la fabbrica per ottenere il prodotto «perfetto e candidissimo», i mozzanesi continuarono a venderlo senza l'osservanza scrupolosa di quanto disposto. Anche i doganieri appaltatori speculavano sul prodotto accumulando lauti guadagni. Fu così che Consiglio degli Anziani di Ascoli, verso la metà del XV secolo, rivolse domanda alla Camera Apostolica per avere il diritto di utilizzo della sorgente salmastra. Gli Anziani ottennero la gestione amministrativa della fonte, ove impiegarono manodopera locale, corrispondendo un indennizzo ai doganieri appaltatori. Nell'anno 1458 l'estrazione per evaporazione del sale era curata da due uomini ognuno dei quali percepiva un compenso di quattro ducati al mese. La concessione della fonte alla municipalità ascolana fu riconfermata per tre volte sulle istanze che gli Anziani rivolsero ad ogni nuovo papa. A ogni rinnovo si aggiornavano gli accordi per l'adeguamento dell'indennizzo spettante al Salinaro della Marca (appaltatore della fornitura del sale). L'ultima autorizzazione, confortata da fonti documentali, fu accordata nel 1484 sotto il pontificato di Innocenzo III per una durata di 14 anni. Il termine temporale coincideva con la scadenza dell'incarico del salinaro, nominato dalla Camera Apostolica, che riceveva dal comune di Ascoli complessivamente 130 ducati. Durante il periodo di validità della concessione gli ascolani potevano produrre salucha a loro discrezione, ma avevano l'obbligo di venderla alle famiglie della città e del distretto. Per motivi di epidemia il sale poteva essere ceduto anche in spacci extra cittadini purché questi si trovassero vicini ai confini. La convenzione prevedeva, inoltre, che fosse revocata la scomunica per coloro che avevano prodotto illegalmente sale nel tempo precedente a questo accordo. I mozzanesi, comunque, continuarono a estrarre e commerciare abusivamente la salucha, ledendo così gli interessi degli Anziani di Ascoli che rinunciarono al privilegio della gestione. Dello sfruttamento della sorgente si appropriarono i Massari di Mozzano che utilizzarono il ricavato per la comunità e per il risanamento delle casse dell'amministrazione del comune. La municipalità mozzanese ha gestito la sorgente fino al 1808, anno in cui nel borgo si combatté la battaglia tra le truppe francesi e gli insorgenti contrari all'occupazione. Lo scontro avvenne nei pressi del Tronto e riportarono danni sia la sorgente che lo stabile dell'Officina del sale. Da questo momento la scaturigine tornò a essere liberamente sfruttata dai privati fino al 1861, anno in cui le Marche furono annesse al Regno d'Italia. Dopo l'Unità d'Italia il sale divenne monopolio dello Stato e nell'Officina del sale, trasformata in caserma, si stabilì un presidio di guardie di Finanza per vigilare sulla sorgente onde evitare a chiunque di raccogliere acqua. La sorveglianza era maggiormente necessaria durante la notte, quando i tentativi di accedere alla fonte s'intensificavano. Le cronache locali ricordano che sovente avvenivano baruffe tra finanzieri e mozzanesi. Il periodo storico post-unitario vedeva gli abitanti del paese provati e impoveriti dalle scorribande dei briganti che si aggiravano nell'ascolano (anche se va detto che sul punto esistono ricostruzioni diametralmente opposte: il Generale Ferdinando Pinelli seminò il terrore in tutta la vallata del Tronto dal 12 gennaio 1861 incontrando una fortissima opposizione proprio a Mozzano). La crescente condizione di esasperazione delle misere condizioni di vita li portò a mal tollerare il divieto di rifornirsi di quell'acqua che aveva rappresentato e continuava a rappresentare una preziosa fonte di ricchezza. La sentivano come propria, erano abituati ad approvvigionarsene per le loro necessità. Il sale era usato per la conservazione delle carni suine e degli alimenti in salamoia,  inoltre tornava sempre utile come merce di scambio. La proibizione al rifornimento di acqua per ottenere salucha dette vita al contrabbando. Ben presto le autorità periferiche giudicarono inutile e dispendioso l'impiego di uomini di guardia destinati alla salina e, per ovviare, decisero di murarla verso l'anno 1912. La salucha di Mozzano tornò a essere prodotta nel periodo delle guerre mondiali, quando il sale scarseggiava. L'acqua salmastra era razionata e consegnata in piccole quantità al capofamiglia che presentava la tessera annonaria. Lungo i sentieri del Tronto si affollavano moltissime persone cariche di recipienti da riempire. Il sale di Mozzano era noto in tutto il territorio provinciale ascolano e anche fuori dal Piceno.

### L'Albero del Piccioni
L'Albero del Piccioni è un esemplare di platano secolare che fa parte dell'Elenco degli Alberi Monumentali Italiani. Questa pianta lega la sua vita, tra storia e leggenda, al brigantaggio antiunitario ed in particolare alla figura del comandante Giovanni Piccioni, noto insorgente dell'ascolano.

## Infrastrutture e trasporti

### Strade
Mozzano si trova lungo la Strada statale 4, l'antica Via Salaria, che oggi è una strada ad una sola carreggiata ma in buona parte a scorrimento veloce (con diversi tratti ancora da ammodernare). La Salaria collega Mozzano da un lato al capoluogo Ascoli Piceno e al mare Adriatico, dall'altro a Roma e Rieti.

### Ferrovie
Mozzano non è servito da alcuna linea ferroviaria; la stazione più vicina è quella di Ascoli Piceno, che dista circa 10 km, posta sulla linea secondaria Ascoli-Mare. Il paese avrebbe dovuto essere collegato dalla Ferrovia Salaria (Roma-Rieti-Ascoli Piceno-San Benedetto del Tronto), che fu più volte progettata ma mai realizzata.

## Eventi
A Mozzano le manifestazioni più rilevanti si svolgono nel periodo in cui ricorre la nascita dei santi patroni del centro, i santi Cosma e Damiano, ed nel periodo della festa paesana, che si svolge all'incirca tra la fine di agosto e gli inizi di settembre.

### Notte del Brigante
La manifestazione ha luogo a fine luglio presso la Villa di Re, durante il suo svolgimento vengono rievocati usi e costumi dei briganti, si consuma una cena in cui sono serviti piatti tradizionali dell'ascolano, come: li façiuòlë chë li cótëchë, la liva fritta e li spëndatùrë

## Sport

### Calcio
La principale squadra di calcio del paese è l’ASD Mozzano City che milita nel campionato di seconda categoria di Ascoli Piceno.